# 饺子宴
饺子宴，是以饺子为主的宴席。
西安的饺子宴，一般有100多种馅料，根据食客多少，如果1桌人有7位，每碟只上7个饺子，一碟吃完上第二碟不同馅的饺子，直到吃不进为止，一顿饭絕不会有相同馅的饺子。
- 二龍戲珠宴
主籠以若干餃子組成中國傳統的二龍戲珠圖案，並配以蝦球蒸餃、玉龍出宮、群龍鬧海、彩蝶飛舞等24種藝術餃。所有的餡料以魚蝦為主。
- 金龍迎賓宴
用餃子組成金龍騰空圖案，並配以鯉魚跳龍門、烏龍臥雪、多磨彩苔、金針銀條、叉燒銀耳等22種藝術餃子，是迎客和款待親朋好友的上等筵席。
- 鸳鸯宴
以鴛鴦戲水蒸餃為主，它包括彩蝶迎春、玉龍出宮、鳳凰歸巢、一品餃、四喜餃、元寶蒸餃等22種藝術餃，為喜慶婚宴而製作的筵宴。
- 海鮮宴
以海鮮為餡料製作成多花樣式藝術餃的餃子宴，共有18種藝術餃。
- 雞鴨宴
用雞、鴨肉餡料製成的一席筵宴。有18道精細的藝術餃，風味濃郁。
- 貴妃宴
參照唐代韋巨源《食譜》中“二十四氣餛飩”所研製的餃子宴。主要有貴妃雞餃、玉龍出宮、貴妃紅酥、仙菇蒸餃、群龍鬧海、荷花香雞、糖酥餃等22道藝術餃，口味多樣，形態各異。
- 如意宴
以“恭喜發財”為主籠的筵宴。恭喜發財是取髮菜的諧音而研製的一道藝術蒸餃。
- 三鮮宴
選用豬、牛和魚肉餡製成的餃子宴。此宴席以三鮮餃為主籠，並配以青椒肉米、果肉蒸餃、什錦蒸餃、芹菜蒸餃、怪味牛肉等20種藝術餃。此桌宴席在保持了傳統風味餃的基礎上，又有一定的創新，是一種風味濃郁的宴種。
- 羅漢齋宴
為素食者研製的餃宴，以羅漢齋為主籠，配以茄汁鍋巴、素馬蹄餃、蘋果蒸餃、五仁蒸餃、銀絲蒸餃等20種藝術餃而構成。鮮香味美、清淡利口、營養豐富。